# Caso partitivo
O caso partitivo é um caso que expressa a natureza parcial do referente do substantivo que ele marca, em vez de expressar toda a unidade ou classe da qual o referente faz parte.

## Características
Nas línguas fino-bálticas, como o finlandês e o estoniano, esse caso é frequentemente usado para expressar identidades desconhecidas e ações irresponsáveis. Por exemplo, ele é encontrado nas seguintes circunstâncias, com a terminação característica de -a ou -ta:
- Depois de números, no singular: "kolme taloa" → "três casas" (cf. plural, onde ambos são usados, por exemplo, sadat kirjat "as centenas de livros", sata kirjaa "cem livros" como um objeto irresultável.)
- Para ações atélicas (possivelmente incompletas) e processos em andamento: "luen kirjaa" → "Estou lendo um livro" 
  - Compare com ações télicas no caso acusativo: "luen kirjan" → "Eu vou ler o livro (inteiro)"
- Com verbos atélicos, particularmente aqueles que indicam emoções: "rakastan tätä taloa" → "Eu amo esta casa"
- Para investigações preliminares: "saanko lainata kirjaa?" → "Posso pegar emprestado o livro?"
- Para incontáveis: "lasissa on maitoa" → "Há (alguns) leite no copo"
- Composições: "pala juustoa" → "Um pedaço de queijo"
- Em lugares onde o inglês usaria "some" ou "any": "onko teillä kirjoja?" → "Você tem algum livro?"
  - Compare com o caso nominativo: "onko teillä kirjat?" → "Você tem os livros (específicos)?"
- Para declarações negativas: "talossa ei ole kirjaa" → "Na casa, [lá] não é [um] livro"
- Comparações:
  - Sem "kuin" ("do que"): "saamista parempaa on antaminen" → "O que é melhor do que receber é dar"
  - A forma mais comum "antaminen on parempaa kuin saaminen" → "Dar é melhor do que receber", coloca apenas o advérbio comparativo no partitivo.

O partitivo plural, em finlandês, exerce a função de plural indefinido. Por exemplo, a palavra omenia, forma partitiva de omena, significa (algumas) maçãs.
A língua artificial Quenya também o possui, em termos obscuros e pouco usado. Se disséssemos, por exemplo, Eldali, estaríamos nos referindo a um grupo de Elfos que vieram de um grupo maior, ou seja, (alguns) elfos.
No latim, o partitivo se manifesta como um dos possíveis usos do caso genitivo. Em italiano, é representado pelos artigos "dal", "dalla", "dagli", "dalle".

## Estoniano
O caso partitivo (osastav kääne em estoniano) responde às questões keda? 'o qual?' e mida? 'o quê?'. Em seu significado básico, indica um todo indeterminado, do qual apenas uma parte está sendo considerada. Por exemplo: klaas vett 'um copo de (alguma) água', tükk leiba 'um pedaço de (algum) pão', etc.